# Syriolytta
Syriolytta là một chi bọ cánh cứng trong họ Meloidae.
Chi này được miêu tả khoa học năm 1962 bởi Kaszab.

## Các loài
Chi này gồm các loài:
- Syriolytta suturifera (Pic, 1899)